# 19 de janeiro
19 de janeiro é o 19.º dia do ano no calendário gregoriano. Faltam 346 dias para acabar o ano (347 em anos bissextos).

## Eventos históricos

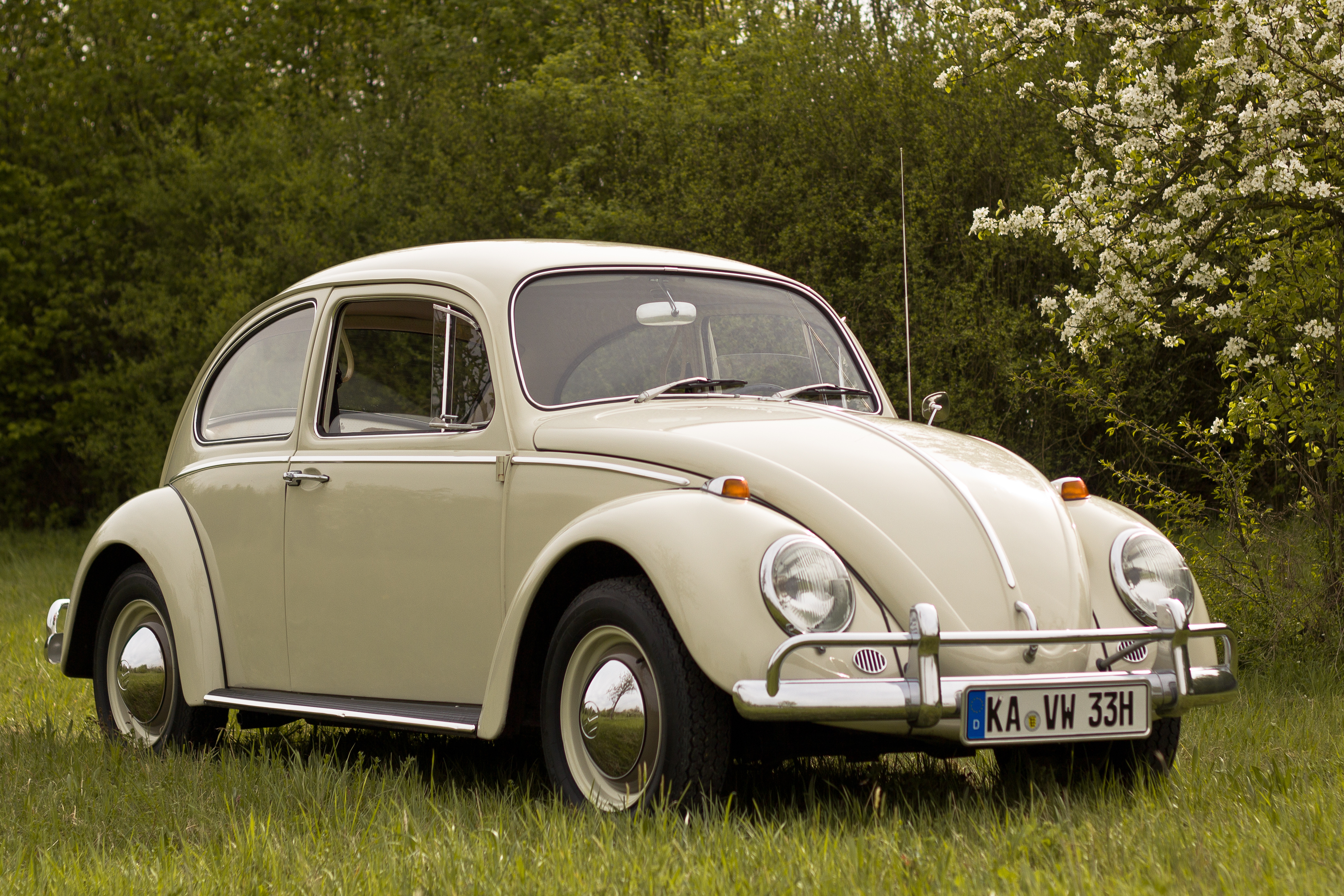
1978: Término da fabricação do Fusca na Alemanha.

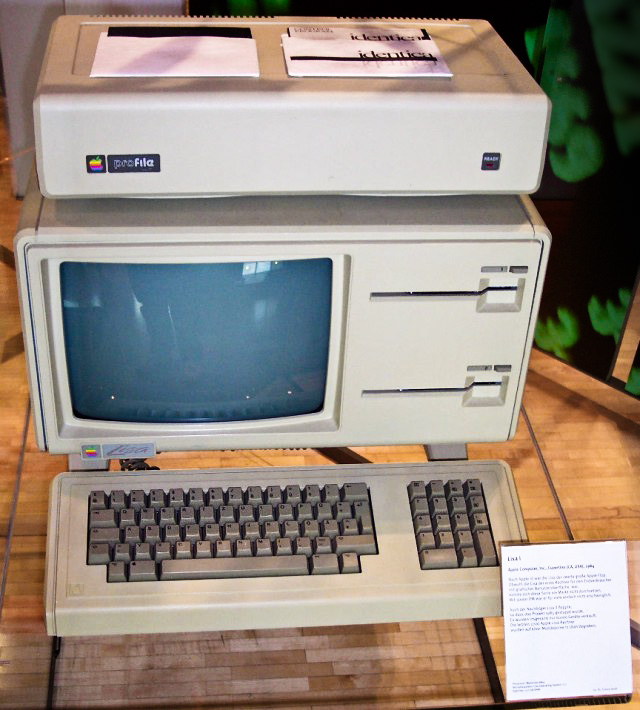
1983: o Lisa da Apple Inc.

- 0379 — Imperador Graciano eleva Flávio Teodósio em Sirmio a Augusto e lhe dá autoridade sobre todas as províncias orientais do Império Romano.
- 0649 — Conquista de Kucha: as forças de Kucha se rendem após um cerco de quarenta dias liderado pelo general da dinastia Tang, Ashina She'er, estabelecendo o controle de Tang sobre a região norte da bacia do Tarim, em Sinquião.
- 1419 — Guerra dos Cem Anos: Ruão se rende a Henrique V da Inglaterra, completando sua reconquista da Normandia.
- 1421 — Teodoro II Paleólogo, déspota da Moreia, casa-se com Cleofa Malatesta.
- 1511 — A cidade-fortaleza italiana de Mirandola rende-se aos franceses.
- 1520 — Sten Sture, o Moço, Regente da Suécia, é mortalmente ferido na Batalha de Bogesund.
- 1764
  - John Wilkes é expulso da Câmara dos Comuns britânica por difamação sediciosa.[1]
  - Bolle Willum Luxdorph registra em seu diário uma bomba enviada pelo correio, uma das primeiras do mundo.[2]
- 1788 — A segunda frota colonizadora da First Fleet chega a Botany Bay, Australia.
- 1795 — Proclamada a República Batava nos Países Baixos, pondo fim à República das Sete Províncias Unidas.
- 1812 — Guerra Peninsular: após um cerco de dez dias, Arthur Wellesley, 1.º Duque de Wellington, ordena aos soldados britânicos e à terceira divisão que invadam a Cidade Rodrigo.
- 1817 — Liderado pelo general José de San Martín, um exército de 5 423 soldados argentinos e hispano-chilenos atravessa os Andes partindo da Argentina para libertar o Chile e depois o Peru.
- 1829 — O Fausto: A Primeira Parte da Tragédia, de Johann Wolfgang von Goethe, estreia.[3]
- 1839 — Companhia Britânica das Índias Orientais captura Áden.
- 1853 — A ópera Il trovatore, de Giuseppe Verdi, estreia em Roma.
- 1861 — Guerra Civil dos Estados Unidos: a Geórgia se junta à Carolina do Sul, Flórida, Mississípi e Alabama para declarar a secessão dos Estados Unidos.
- 1883 — O primeiro sistema de iluminação elétrica usando fios suspensos, construído por Thomas Edison, começa a funcionar em Roselle, Nova Jérsei.
- 1899 — Formação do Sudão Anglo-Egípcio.
- 1901 — Rainha Vitória, Rainha do Reino Unido, acometida de paralisia. Morre três dias depois, aos 81 anos.[4]
- 1915 — Georges Claude patenteia o tubo de néon para uso em publicidade.
- 1920
  - Senado dos Estados Unidos vota contra a adesão à Liga das Nações.
  - Fundação da União Americana pelas Liberdades Civis (ACLU).
- 1937 — Howard Hughes estabelece um novo recorde aéreo ao voar de Los Angeles a Nova York em sete horas, 28 minutos e 25 segundos.
- 1942 — Segunda Guerra Mundial: começa a conquista japonesa da Birmânia.
- 1945 — Segunda Guerra Mundial: as forças soviéticas libertam o gueto de Łódź. De mais de 200 000 habitantes em 1940, menos de 900 sobreviveram à ocupação nazista.
- 1946 — Proclamada pelo general Douglas MacArthur a criação do Tribunal Militar Internacional para o Extremo Oriente em Tóquio para julgar os crimes de guerra japoneses.
- 1951 — Inaugurada pelo presidente brasileiro Eurico Gaspar Dutra a Rodovia Presidente Dutra ligando São Paulo e Rio de Janeiro.
- 1960 — Japão e os Estados Unidos assinam o Tratado de Cooperação Mútua e Segurança.
- 1978 — O último exemplar do Fusca sai da linha de montagem da Volkswagen em Emden. A produção do carro na América Latina continua até 2003.
- 1981 — Crise dos reféns americanos no Irã: autoridades dos Estados Unidos e do Irã assinam um acordo para libertar 52 reféns americanos após 14 meses de cativeiro.
- 1983 — Anunciado o Apple Lisa, o primeiro computador pessoal comercial da Apple Inc. a ter uma interface gráfica do usuário e um mouse.
- 1986 — Criado o primeiro vírus de computador IBM PC. Um vírus do setor de boot apelidado de ©Brain, criado pelos Farooq Alvi Brothers em Lahore, Paquistão, supostamente para impedir a cópia não autorizada do software que tinham escrito.
- 1990 — Êxodo dos hindus da Caxemira do vale da Caxemira na Caxemira administrada pela Índia devido a uma insurgência.[5]
- 1991 — Guerra do Golfo: o Iraque dispara um segundo míssil Scud contra Israel, causando 15 feridos.
- 1993 — A Eslováquia e a Tchéquia tornam-se Estados-Membros da ONU.
- 1997 — Yasser Arafat retorna a Hebron depois de mais de 30 anos e se junta às comemorações pela transferência da última cidade controlada por Israel na Cisjordânia.
- 2006 — Lançamento da sonda espacial New Horizons da Estação da Força Aérea de Cabo Canaveral, na Flórida, com a finalidade de explorar o planeta Plutão e seus satélites.
- 2007
  - O jornalista turco-armênio Hrant Dink é assassinado em frente ao escritório de seu jornal em Istambul pelo ultranacionalista turco Ogün Samast, de 17 anos.
  - Henry Cookson, Paul Landry, Rory Sweet e Rupert Longsdon, usando apenas esquis e pipas, completam uma caminhada de 1 759 km para alcançar o polo antártico pela primeira vez desde 1965 e pela primeira vez sem assistência mecânica.[6]
- 2012 — Megaupload, um site de compartilhamento de arquivos com sede em Hong Kong, é fechado pelo FBI.
- 2014 — Um ataque com uma bomba a um comboio do exército na cidade de Bannu mata pelo menos 26 soldados paquistaneses e fere outros 38.
- 2017
  - Tropas de países da Comunidade Econômica dos Estados da África Ocidental intervêm na Gâmbia em decorrência da crise política no país.
  - Ao menos 20 bombeiros morrem e outras 70 pessoas ficam feridas após colapso do Edifício Plasco em Teerã, capital do Irã, devido a um incêndio.
  - Acidente aéreo em Paraty, Brasil, mata o ministro e relator da Operação Lava Jato no Supremo Tribunal Federal, Teori Zavascki, e outras quatro pessoas.
- 2024 — Módulo lunar SLIM da Agência Japonesa de Exploração Aeroespacial pousa com sucesso na Lua.

## Nascimentos

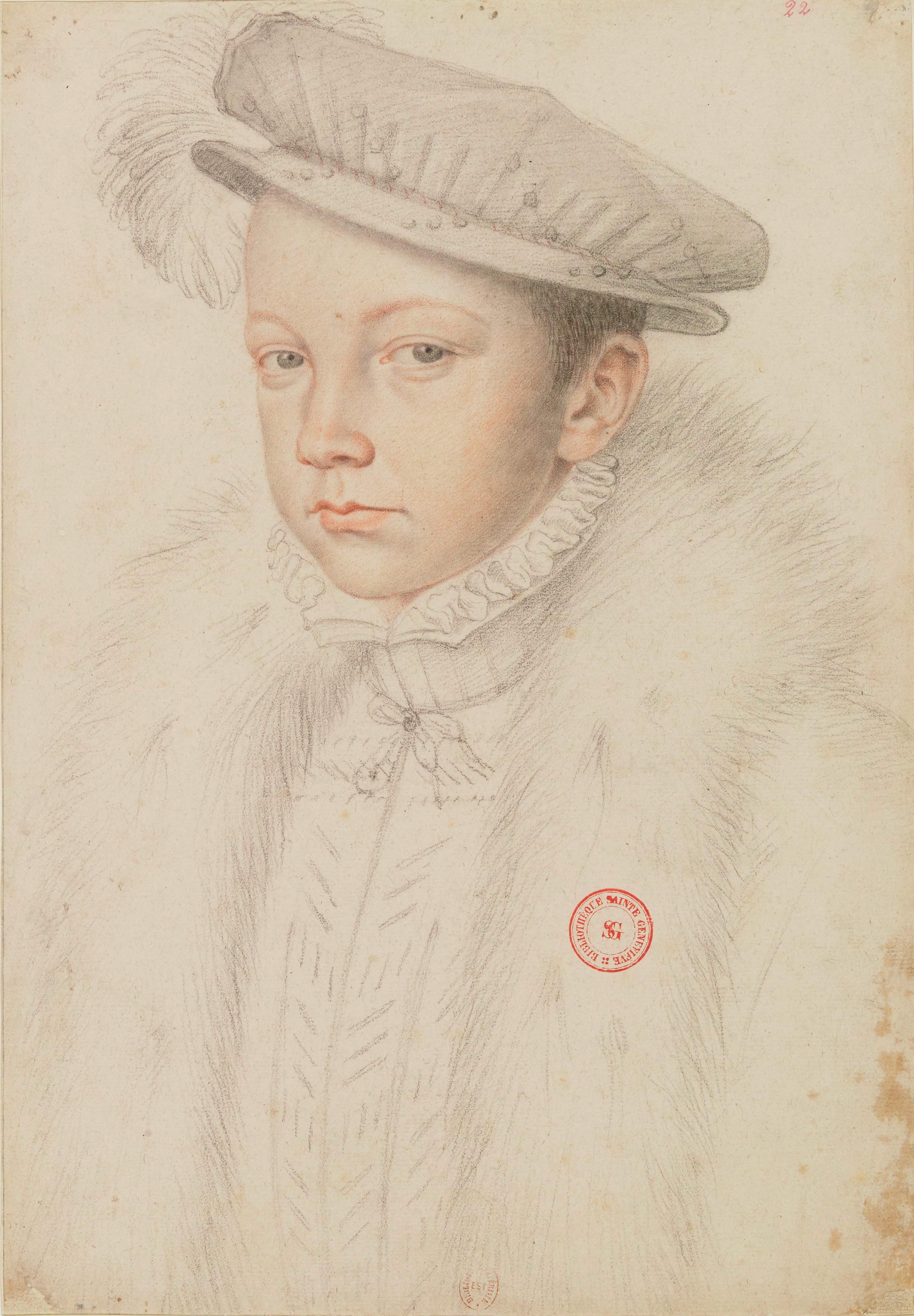
Francisco II de França

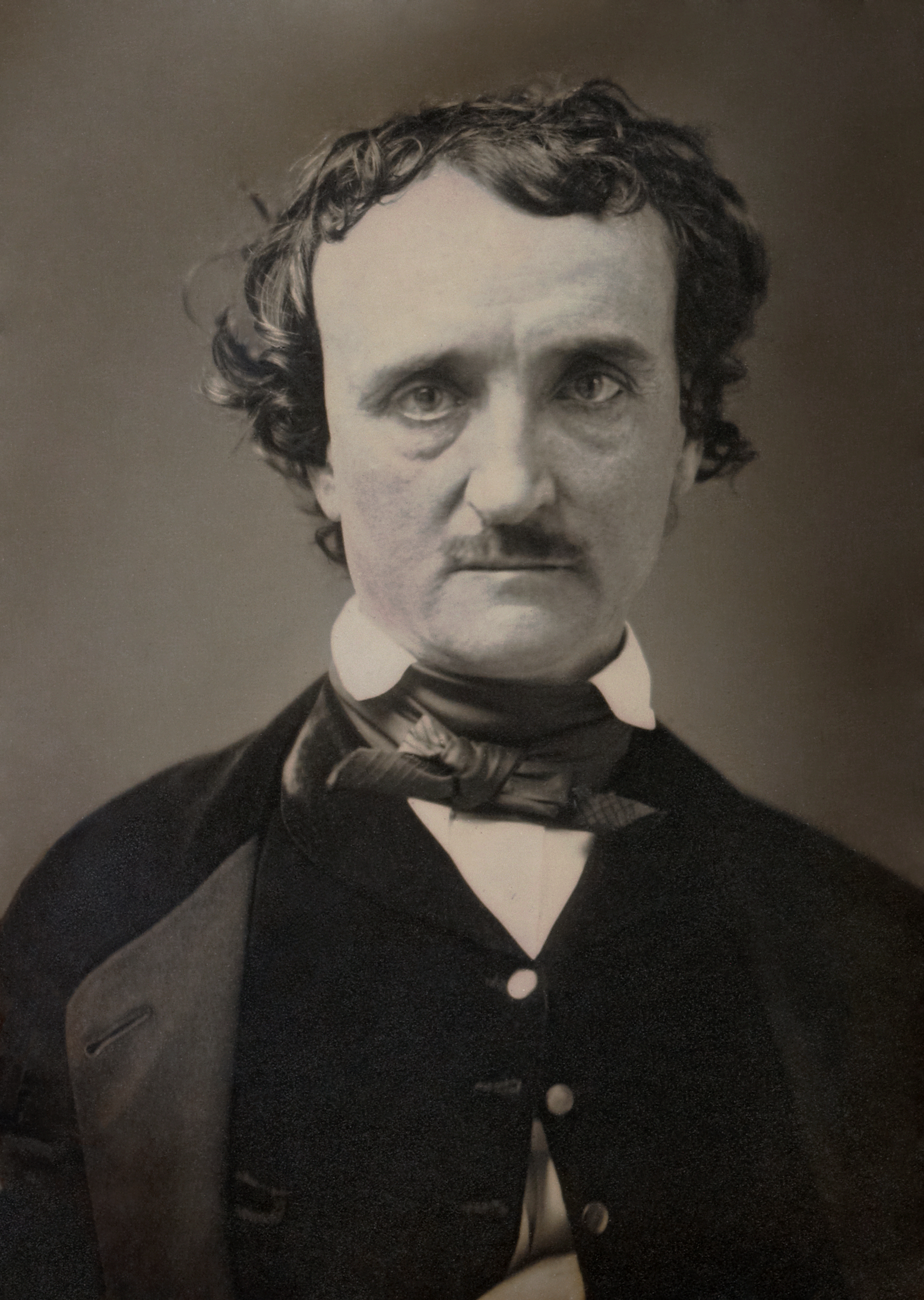
Edgar Allan Poe

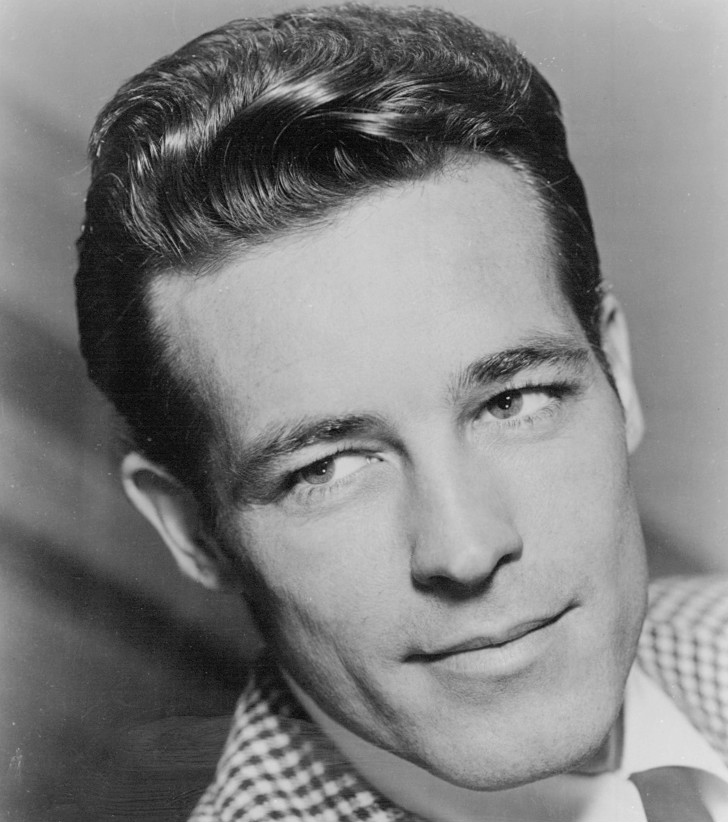
Guy Madison

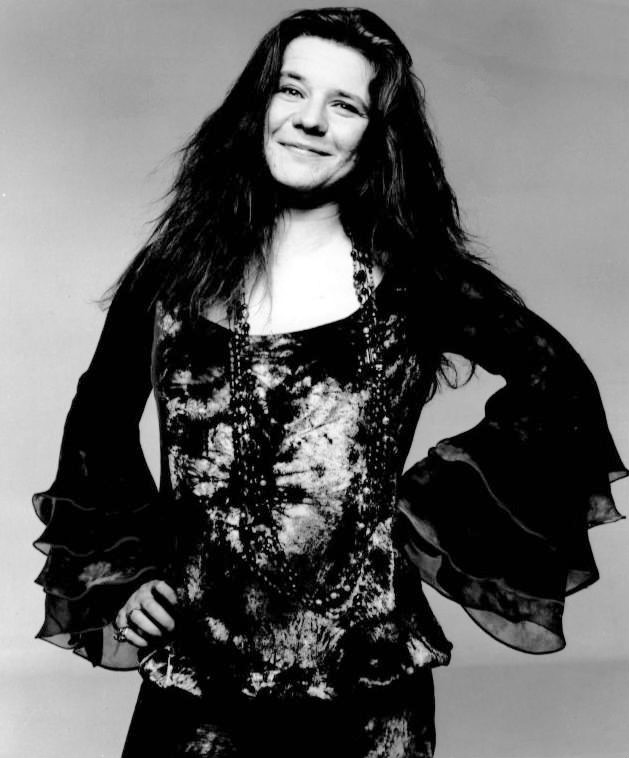
Janis Joplin

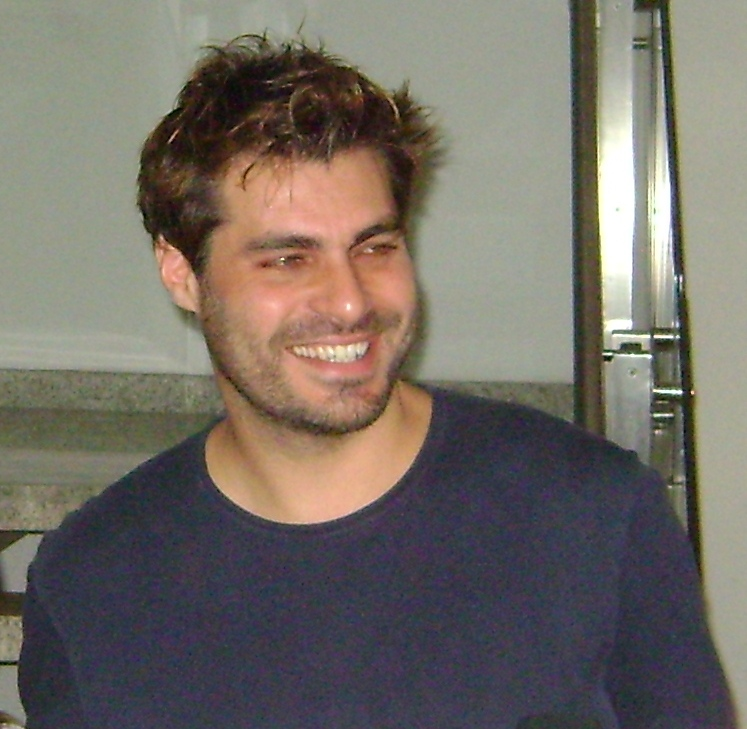
Thiago Lacerda

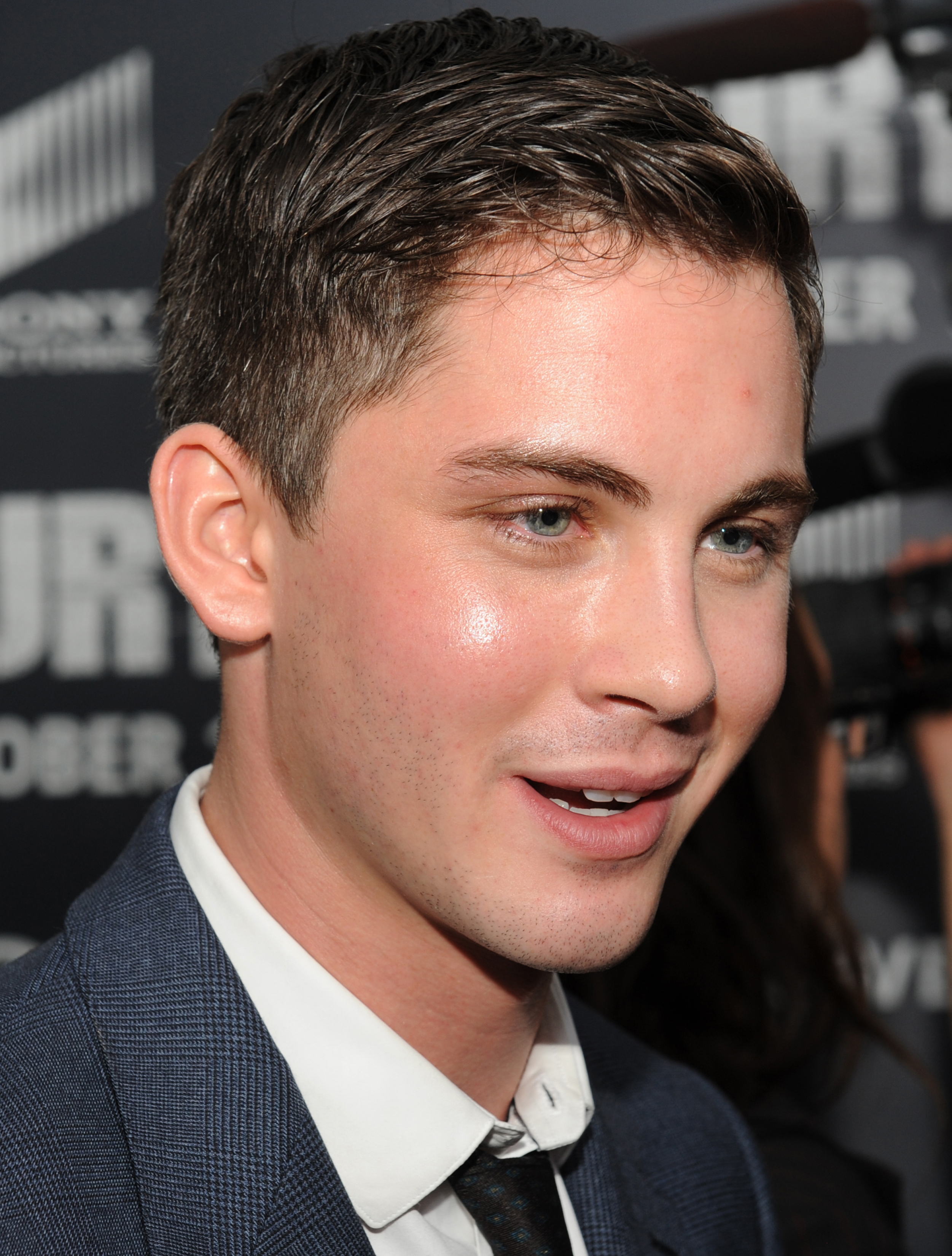
Logan Lerman

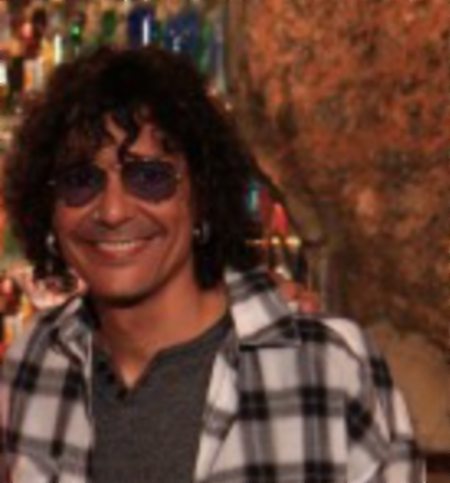
Luiz Caldas

### Anteriores ao século XIX
- 0399 — Élia Pulquéria, imperatriz e santa bizantina (m. 453).
- 0840 — Miguel III, o Ébrio, imperador bizantino (m. 867).
- 1200 — Eihei Dogen, fundador da sōtō zen (m. 1253).
- 1544 — Francisco II de França (m. 1560).
- 1639 — Noël Alexandre, teólogo e historiador eclesiástico francês (m. 1724).
- 1676 — John Weldon, organista e compositor britânico (m. 1736).
- 1721 — Jean-Philippe Baratier, estudioso e escritor alemão (m. 1740).
- 1736 — James Watt, químico e engenheiro britânico (m. 1819).
- 1757 — Augusta Reuss-Ebersdorf, nobre alemã (m. 1831).
- 1790 — Per Daniel Amadeus Atterbom, poeta e acadêmico sueco (m. 1855).
- 1798 — Auguste Comte, economista, sociólogo e filósofo francês (m. 1857).

### Século XIX
- 1803 — Sarah Helen Whitman, poetisa e ensaísta estadunidense (m. 1878).
- 1807 — Robert E. Lee, general e acadêmico estadunidense (m. 1870).
- 1808 — Lysander Spooner, filósofo e escritor estadunidense (m. 1887).
- 1809 — Edgar Allan Poe, escritor, poeta e crítico estadunidense (m. 1849).
- 1813 — Henry Bessemer, engenheiro e empresário britânico (m. 1898).
- 1833 — Alfred Clebsch, matemático e acadêmico alemão (m. 1872).
- 1839 — Paul Cézanne, pintor francês (m. 1906).
- 1848
  - Arturo Graf, poeta italiano (m. 1913).
  - Matthew Webb, nadador e mergulhador britânico (m. 1883).
- 1850 — Augustine Birrell, escritor e político britânico (m. 1933).
- 1851
  - Jacobus Kapteyn, astrônomo e acadêmico neerlandês (m. 1922).
  - David Starr Jordan, educador estadunidense (m. 1931).
- 1863 — Werner Sombart, sociólogo e economista alemão (m. 1941).
- 1866 — Harry Davenport, ator estadunidense (m. 1949).
- 1868 — Gustav Meyrink, escritor austríaco (m. 1932).
- 1878 — Herbert Chapman, futebolista e treinador de futebol britânico (m. 1934).
- 1879 — Boris Savinkov, militar e escritor russo (m. 1925).
- 1883 — Hermann Abendroth, maestro alemão (m. 1956).
- 1887 — Alexander Woollcott, ator, dramaturgo e crítico literário estadunidense (m. 1943).
- 1889 — Sophie Taeuber-Arp, pintora e escultora suíça (m. 1943).
- 1890
  - Fawzi al-Qawuqji, militar saudita (m. 1977).
  - Elmer Niklander, atleta finlandês (m. 1942).
- 1892 — Ólafur Thors, advogado e político islandês (m. 1964).
- 1893 — Magda Tagliaferro, pianista e educadora brasileira (m. 1986).
- 1897
  - Carlos Alberto Nunes, poeta brasileiro (m. 1990).
  - Károly Kerényi, filólogo húngaro (m. 1973).
- 1899 — Josep Tarradellas, político espanhol (m. 1988).

### Século XX

#### 1901–1950
- 1901 — Daniel-Rops, historiador e escritor francês (m. 1965).
- 1902 — George Ostrogorsky, historiador russo (m. 1976).
- 1903 — Boris Blacher, compositor e dramaturgo alemão (m. 1975).
- 1908 — Aleksandr Kurosh, matemático e teórico russo (m. 1971).
- 1909 — Hans Hotter, tenor alemão (m. 2003).
- 1911 — Garrett Birkhoff, matemático estadunidense (m. 1996).
- 1912 — Leonid Kantorovich, matemático e economista russo (m. 1986).
- 1914
  - Bob Gerard, automobilista britânico (m. 1990).
  - Bertus Caldenhove, futebolista neerlandês (m. 1983).
- 1917 — Graham Higman, matemático britânico (m. 2008).
- 1918 — Tadeusz Góra, militar e aviador polonês (m. 2010).
- 1920
  - Javier Pérez de Cuéllar, diplomata e político peruano (m. 2020).
  - Roberto Marcelo Levingston, militar e político argentino (m. 2015).
- 1921 — Patricia Highsmith, romancista e contista estadunidense (m. 1995).
- 1922
  - Guy Madison, ator estadunidense (m. 1996).
  - Miguel Muñoz, futebolista e treinador de futebol espanhol (m. 1990).
- 1923
  - Jean Stapleton, atriz e cantora estadunidense (m. 2013).
  - Eugénio de Andrade, escritor português (m. 2005).
- 1924 — Jean-François Revel, filósofo, escritor e jornalista francês (m. 2006).
- 1925 — Nina Bawden, escritora britânica (m. 2012).
- 1927 — Carlos Oviedo Cavada, cardeal chileno (m. 1998).
- 1930 — Tippi Hedren, ex-modelo e atriz estadunidense.
- 1931
  - Ítalo Rossi, ator brasileiro (m. 2011).
  - Horace Parlan, músico de jazz estadunidense (m. 2017).
  - Ziaur Rahman, político e general bengali (m. 1981).
  - Carl Brashear, militar estadunidense (m. 2006).
- 1932
  - Russ Hamilton, cantor e compositor britânico (m. 2008).
  - Richard Lester, diretor, produtor e roteirista anglo-estadunidense.
  - Dino Ferrari, engenheiro automobilístico italiano (m. 1956).
  - Emmanuelle Arsan, atriz, escritora e modelo tailandesa (m. 2005).
  - François Maspero, escritor e tradutor francês (m. 2015).
- 1933
  - George Coyne, sacerdote, astrônomo e teólogo estadunidense (m. 2020).
  - Luís Carlos Arutin, ator brasileiro (m. 1996).
- 1935
  - Soumitra Chatterjee, ator indiano (m. 2020).
  - Maria Alice Vergueiro, atriz brasileira (m. 2020).
- 1936
  - Willie "Big Eyes" Smith, cantor, tocador de harmônica e baterista estadunidense (m. 2011).
  - Moacyr Grechi, bispo brasileiro (m. 2019).
- 1937 — Brígida da Suécia (m. 2024).
- 1939 — Stanislav Moskvin, ex-ciclista russo.
- 1940 — Paolo Borsellino, advogado e juiz italiano (m. 1992).
- 1941 — Pat Patterson, ex-lutador, treinador e árbitro canadense (m. 2020).
- 1942
  - Luiz Ayrão, cantor e compositor brasileiro.
  - Michael Crawford, cantor e ator britânico.
  - Nara Leão, cantora brasileira (m. 1989).
- 1943
  - Larry Clark, diretor, produtor e roteirista estadunidense.
  - Janis Joplin, cantora e compositora estadunidense (m. 1970).
  - Margarida dos Países Baixos.
- 1944
  - Thom Mayne, arquiteto e acadêmico estadunidense.
  - Dan Reeves, jogador e treinador de futebol americano estadunidense (m. 2022).
- 1945
  - Fio Maravilha, ex-futebolista brasileiro.
  - Santiago Cortés, futebolista salvadorenho (m. 2011).
- 1946
  - Dolly Parton, cantora, compositora e atriz estadunidense.
  - Julian Barnes, romancista, contista, ensaísta e crítico literário britânico.
- 1947
  - Paula Deen, chef e escritora estadunidense.
  - Rod Evans, cantor e compositor britânico.
- 1948 — Nancy Lynch, cientista da computação e acadêmica estadunidense.
- 1949
  - Juliana Carneiro da Cunha, atriz brasileira.
  - Robert Palmer, cantor, compositor e produtor musical britânico (m. 2003).
- 1950
  - Miguel Paiva, cartunista brasileiro.
  - Moncho Reboiras, sindicalista português (m. 1975).

#### 1951–2000
- 1952 — Dewey Bunnell, cantor, compositor e guitarrista anglo-estadunidense.
- 1953 — Desi Arnaz Jr., ator e músico americano.
- 1954
  - Cindy Sherman, fotógrafa e diretora estadunidense.
  - Katey Sagal, atriz, dubladora e cantora estadunidense.
  - Esther Shkalim, poetisa e líder feminista israelense.
  - Yumi Matsutoya, cantora, compositora e pianista japonesa.
- 1955 — Simon Rattle, maestro britânico.
- 1956 — Susan Solomon, química estadunidense.
- 1957
  - Ottis Anderson, ex-jogador de futebol americano e comentarista esportivo estadunidense.
  - Roger Ashton-Griffiths, ator, roteirista e diretor de cinema britânico.
- 1958 — Thomas Kinkade, pintor estadunidense (m. 2012).
- 1959 — Jeff Pilson, baixista, compositor e ator estadunidense.
- 1960
  - Mauro Tassotti, ex-futebolista italiano.
  - Josef Degeorgi, ex-futebolista austríaco.
- 1961
  - Paul McCrane, ator, diretor e cantor estadunidense.
  - Peter Mackenzie, ator estadunidense.
- 1962
  - Hans Daams, ex-ciclista neerlandês.
  - Chris Sabo, ex-jogador e treinador de beisebol estadunidense.
  - Jeff Van Gundy, ex-jogador e treinador de basquete estadunidense.
- 1963
  - Martin Bashir, jornalista britânico.
  - John Bercow, político britânico.
  - Luiz Caldas, cantor e compositor brasileiro.
- 1964 — Ricardo Arjona, cantor, compositor e ex-jogador de basquete guatemalteco.
- 1966
  - Ailton Ferraz, treinador de futebol e ex-futebolista brasileiro.
  - Stefan Edberg, ex-tenista sueco.
  - Juan Soler, ator argentino.
- 1967
  - Javier Cámara, ator espanhol.
  - Michael Schjønberg, ex-futebolista dinamarquês.
  - Álvaro Mejía, ex-ciclista colombiano.
- 1969
  - Edwidge Danticat, romancista e contista haitiano-estadunidense.
  - Luc Longley, ex-jogador e treinador de basquete australiano.
  - Predrag Mijatović, ex-futebolista e dirigente esportivo montenegrino.
  - Steve Staunton, ex-futebolista e treinador de futebol irlandês.
  - Junior Seau, jogador de futebol americano estadunidense (m. 2012).
- 1970
  - José Antonio Escuredo, ex-ciclista espanhol.
  - Kathleen Smet, triatleta belga.
- 1971 — Shawn Wayans, ator, escritor e produtor estadunidense.
- 1972
  - R-Truth, lutador e rapper estadunidense.
  - Cynthia Falabella, atriz brasileira.
  - Drea de Matteo, atriz estadunidense.
  - Daniel Diau, cantor brasileiro.
- 1973
  - Antero Manninen, celista finlandês.
  - Yevgeny Sadovyi, ex-nadador e treinador de natação russo.
- 1974
  - Dainius Adomaitis, ex-jogador e treinador de basquete lituano.
  - Ian Laperrière, ex-jogador e treinador de hóquei no gelo canadense.
  - Jaime Moreno, ex-futebolista e treinador de futebol boliviano.
  - Natassia Malthe, modelo e atriz norueguesa.
- 1975 — Natalie Cook, ex-jogadora de voleibol australiana.
- 1976
  - Natale Gonnella, ex-futebolista italiano.
  - Tarso Marques, ex-automobilista brasileiro.
  - Marsha Thomason, atriz britânica.
- 1977
  - Bart, urso-ator americano (m. 2000).
  - Lauren Etame Mayer, ex-futebolista camaronês.
- 1978
  - Thiago Lacerda, ator brasileiro.
  - Sônia Benedito, ex-jogadora de vôlei brasileira.
  - Eryk Rocha, diretor e roteirista brasileiro.
- 1979 — Svetlana Khorkina, ex-ginasta russa.
- 1980
  - Jenson Button, automobilista britânico.
  - Luke Macfarlane, ator e cantor canadense.
  - Arvydas Macijauskas, ex-jogador de basquete lituano.
- 1981 — Lucho González, ex-futebolista e treinador de futebol argentino.
- 1982
  - Pete Buttigieg, político estadunidense.
  - Pierre, ex-futebolista brasileiro.
  - Jodie Sweetin, atriz e cantora estadunidense.
  - Angela Chang, cantora e atriz taiwanesa
- 1983
  - Hikaru Utada, cantora, compositora e produtora nipo-estadunidense.
  - Ismael Blanco, ex-futebolista argentino.
- 1984
  - Aliona Savchenko, patinadora artística alemã.
  - Karun Chandhok, automobilista indiano.
  - Hamdi Salihi, ex-futebolista albanês.
  - Jimmy Kébé, ex-futebolista malinês.
  - Nicolás Pareja, ex-futebolista argentino.
  - Tamati Williams, ex-futebolista e modelo neozelandês.
- 1985
  - Benny Feilhaber, ex-futebolista estadunidense.
  - Rika Ishikawa, cantora e atriz japonesa.
  - Olga Kaniskina, atleta de marcha atlética russa.
  - Duško Tošić, ex-futebolista sérvio.
  - Horia Tecău, ex-tenista romeno.
- 1986
  - Claudio Marchisio, ex-futebolista italiano.
  - Carlão, futebolista brasileiro.
  - Moussa Sow, futebolista senegalês.
- 1987 — Edgar Manucharyan, ex-futebolista armênio.
- 1988
  - JaVale McGee, jogador de basquete estadunidense.
  - Tyler Breeze, lutador canadense.
  - Aleksandrs Cauņa, ex-futebolista letão.
- 1989
  - Dentinho, futebolista brasileiro.
  - He Wenna, ginasta chinesa.
  - Maxim Rodshtein, enxadrista israelense.
  - Dustin Poirier, lutador norte-americano de artes marciais mistas.
- 1990
  - Tatiana Búa, tenista argentina.
  - Agustín Canapino, automobilista argentino.
- 1991
  - Erin Sanders, atriz estadunidense.
  - Ugly Duck, rapper sul-coreano.
  - Petra Martić, tenista croata.
  - Hwang In-yeop, ator sul-coreano.
- 1992
  - Agatha Moreira, atriz e modelo brasileira.
  - Shawn Johnson, ex-ginasta estadunidense.
  - Logan Lerman, ator estadunidense.
  - Saad Abdul-Amir, futebolista iraquiano.
  - Mac Miller, rapper estadunidense (m. 2018).
- 1993
  - Ricardo Centurión, futebolista argentino.
  - Marcos Júnior, futebolista brasileiro.
  - João Mário, futebolista português.
  - Erick Torres Padilla, futebolista mexicano.
- 1994
  - Matthias Ginter, futebolista alemão.
  - Marvelous Nakamba, futebolista zimbabuano.
- 1995
  - Leonardo Rolón, futebolista argentino.
  - Maxi Rolón, futebolista argentino (m. 2022).
- 1996
  - Jakub Jankto, futebolista tcheco.
  - Pedro Saback, ator brasileiro.
  - Rodrigo Becão, futebolista brasileiro.
  - Marcel Hartel, futebolista alemão.
- 1997 — Anastasija Kravčenoka, jogadora de vôlei de praia letã.
- 1998
  - Caroline Dallarosa, atriz brasileira.
  - Giovanna Grigio, atriz brasileira.
  - Orji Okwonkwo, futebolista nigeriano.
- 1999 — Donyell Malen, futebolista neerlandês.
- 2000 — Juan Miranda, futebolista espanhol.

### Século XXI
- 2002
  - Reinier, futebolista brasileiro.
  - Henrique Araújo, futebolista português.
- 2003
  - Felix Afena-Gyan, futebolista ganês.
  - Ilaix Moriba, futebolista guineano.
- 2004 — Dino Beganovic, automobilista sueco.
- 2005 — Bianca Bustamante, automobilista filipina.

## Mortes

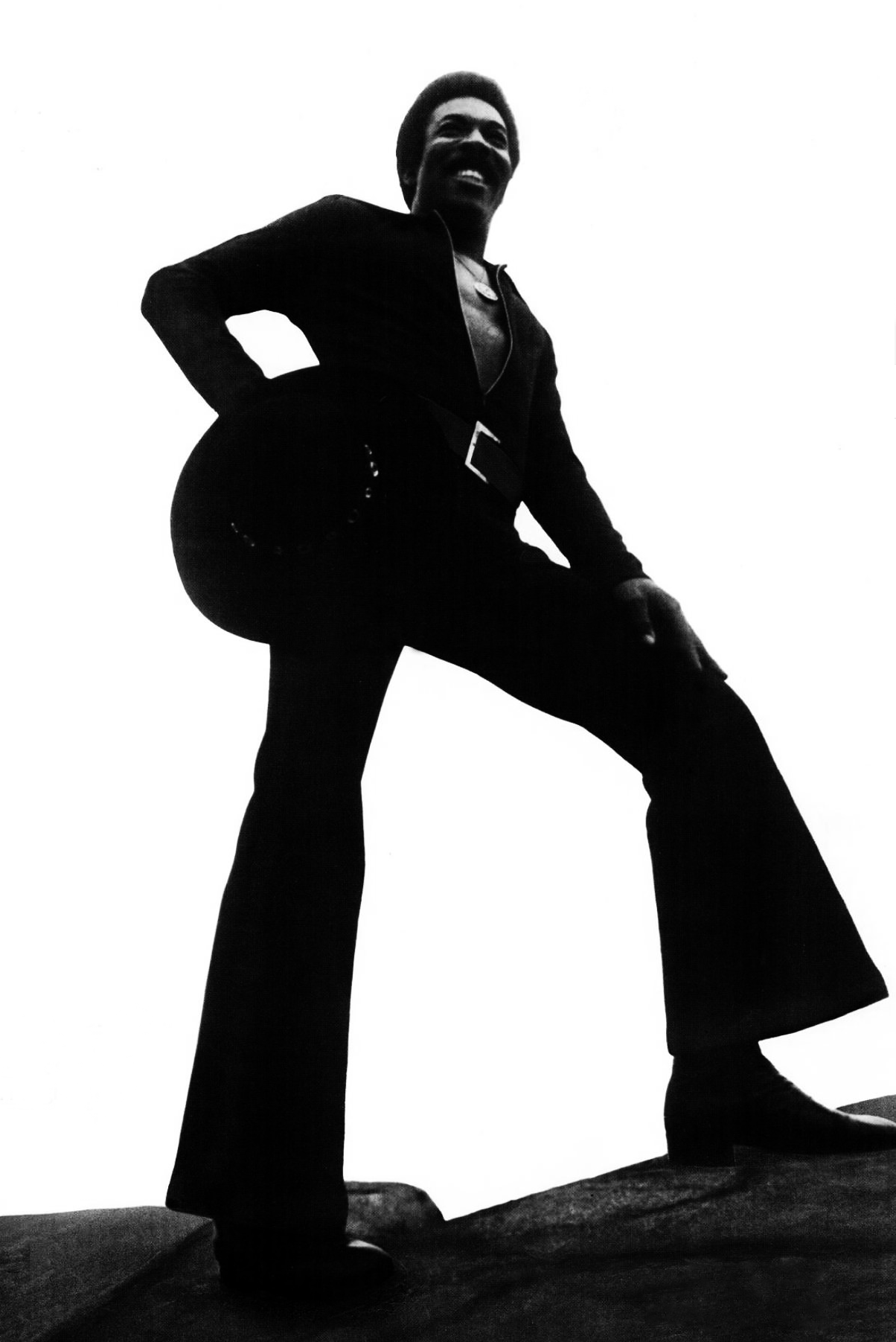
Wilson Pickett

Vavá

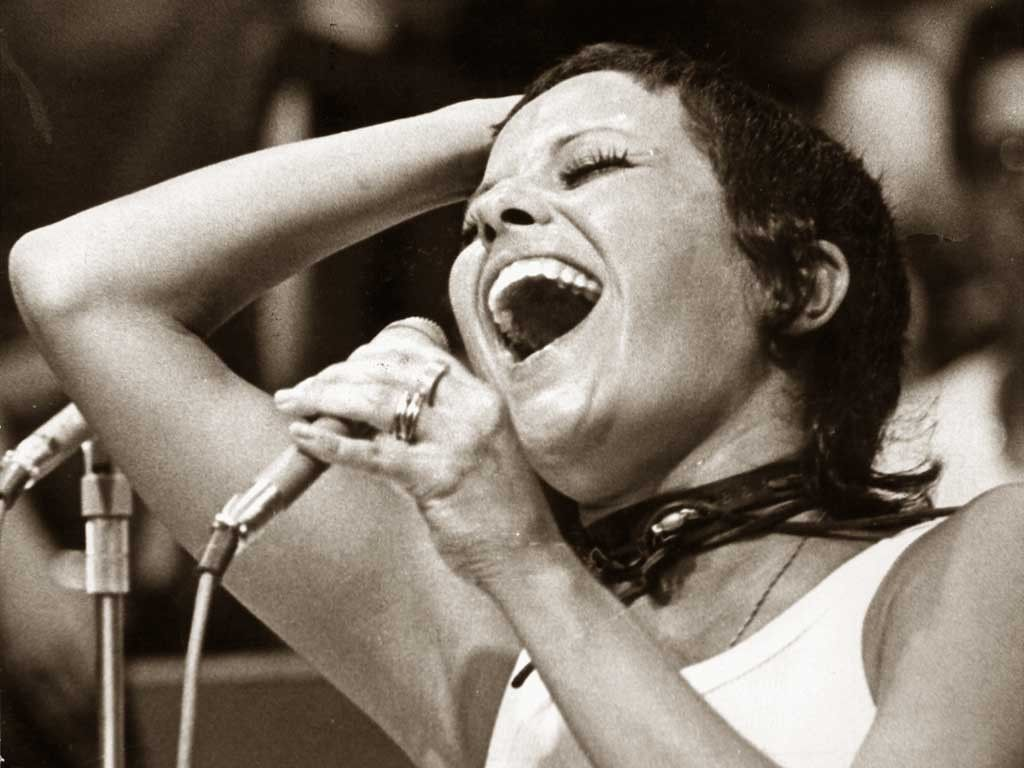
Elis Regina

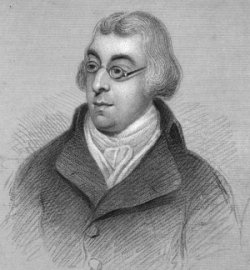
Isaac D'Israeli

### Anteriores ao século XIX
- 0520 — João II, patriarca de Constantinopla (n. ?).
- 0639 — Dagoberto I, rei franco (n. 603).
- 0914 — Garcia I, rei de Leão (n. 871).
- 1302 — Aláqueme I, califa do Cairo (n. 1247).
- 1402 — Bona de Bourbon, condessa de Saboia (n. c. 1340).
- 1078 — Ermengarda de Turim, duquesa da Suábia (n. ?).
- 1526 — Isabel da Áustria, rainha da Dinamarca (n. 1501).
- 1547 — Henry Howard, conde de Surrey, poeta inglês (n. 1516).
- 1565 — Diego Laynez, teólogo e jesuíta espanhol (n. 1512).
- 1570 — Paris Bordone, pintor veneziano (n. 1500).
- 1576 — Hans Sachs, poeta e dramaturgo alemão (n. 1494).
- 1636 — Marcus Gheeraerts, o Jovem, pintor flamengo (n. 1561).
- 1669 — Leão Alácio, teólogo, autor e libretista grego (n. 1586).
- 1729 — William Congreve, poeta e dramaturgo britânico (n. 1670).
- 1766 — Giovanni Niccolò Servandoni, pintor, decorador de teatro e arquiteto franco-italiano (n. 1695).

### Século XIX
- 1833 — Ferdinand Hérold, pianista e compositor francês (n. 1791).
- 1848 — Isaac D'Israeli, crítico e historiador britânico (n. 1776).
- 1851 — Esteban Echeverría, escritor e poeta argentino (n. 1805).
- 1865 — Pierre-Joseph Proudhon, filósofo e político francês (n. 1809).
- 1869 — Carl Reichenbach, químico, naturalista e filósofo alemão (n. 1788).
- 1874 — August Heinrich Hoffmann von Fallersleben, poeta e acadêmico alemão (n. 1798).
- 1878 — Henri Victor Regnault, químico e físico francês (n. 1810).
- 1895 — António Luís de Seabra, magistrado e político português (n. 1798).

### Século XX
- 1906 — Bartolomé Mitre, historiador e político argentino (n. 1821).
- 1921 — Emiliano Perneta, poeta, advogado e jornalista brasileiro (n. 1866).
- 1930 — Frank Plumpton Ramsey, matemático, filósofo e economista britânico (n. 1903).
- 1937 — Antônio Mariano de Oliveira, poeta brasileiro (n. 1857).
- 1945 — Maria Berta de Rohan, duquesa de Madrid (n. 1868).
- 1948 — Tony Garnier, arquiteto e urbanista francês (n. 1869).
- 1954 — Theodor Kaluza, matemático e físico alemão (n. 1885).
- 1956 — Nikolai Panin, patinador artístico russo (n. 1872).
- 1958 — Cândido Rondon, sertanista brasileiro (n. 1865).
- 1963 — Clement Smoot, golfista estadunidense (n. 1884).
- 1964 — Firmin Lambot, ciclista belga (n. 1886).
- 1968 — Ray Harroun, aviador e engenheiro de carros de corrida estadunidense (n. 1879).
- 1975 — Thomas Hart Benton, pintor e educador estadunidense (n. 1889).
- 1976 — Hidetsugu Yagi, engenheiro e acadêmico japonês (n. 1886).
- 1980 — William O. Douglas, advogado e jurista estadunidense (n. 1898).
- 1981 — Francesca Woodman, fotógrafa estadunidense (n. 1958).
- 1982 — Elis Regina, cantora brasileira (n. 1945).
- 1983 — Don Costa, produtor musical, arranjador e compositor estadunidense (n. 1925).
- 1984 — Max Bentley, jogador e treinador de hóquei no gelo canadense (n. 1920).
- 1985 — Eric Voegelin, filósofo e cientista político alemão (n. 1901).
- 1987
  - Lawrence Kohlberg, psicólogo e acadêmico estadunidense (n. 1927).
  - Harry Keller, produtor e diretor de cinema estadunidense (n. 1913).
- 1990
  - Arthur Goldberg, estadista e jurista estadunidense (n. 1908).
  - Rajneesh, guru e místico indiano (n. 1931).
- 1991 — Olney Cazarré, ator, diretor e radialista brasileiro (n. 1945).
- 1996 — Don Simpson, ator, produtor e roteirista estadunidense (n. 1943).
- 1998 — Carl Perkins, cantor, compositor e guitarrista estadunidense (n. 1932).
- 2000
  - Rúhíyyih Khanum, esposa de Shoghi Effendi (n. 1910).
  - Bettino Craxi, advogado e político italiano (n. 1934).
  - Hedy Lamarr, atriz, cantora e matemática austro-estadunidense (n. 1914).

### Século XXI
- 2002 — Vavá, futebolista brasileiro (n. 1934).
- 2003 — Françoise Giroud, jornalista, roteirista e política francesa (n. 1916).
- 2006
  - Anthony Franciosa, ator estadunidense (n. 1928).
  - Ricardo Ferraz, treinador de boxe português (n. 1926).
  - Wilson Pickett, cantor e compositor estadunidense (n. 1941).
- 2007
  - Fiama Hasse Pais Brandão, poetisa portuguesa (n. 1938).
  - Francisco Petrônio, cantor e seresteiro brasileiro (n. 1923).
  - Ely Rubens Barbosa, autor e publicitário brasileiro (n. 1939).
  - Denny Doherty, cantor e compositor canadense (n. 1941).
  - Hrant Dink, editor e jornalista turco-armênio (n. 1954).
  - Scott Bigelow, lutador profissional estadunidense (n. 1961).
- 2008
  - Frances Lewine, jornalista estadunidense (n. 1921).
  - Suzanne Pleshette, atriz estadunidense (n. 1937).
- 2009 — Anastasia Baburova, ativista ucraniana (n. 1983).
- 2010 — Panajot Pano, futebolista albanês (n. 1939).
- 2011 — Ramiro Saraiva Guerreiro, advogado e diplomata brasileiro. (n. 1918).
- 2012 — Yedda Alves, atriz brasileira (n. 1929).
- 2014 — Bert Williams, futebolista inglês (n. 1920).
- 2013
  - Taihō Kōki, lutador de sumô japonês (n. 1940).
  - Stan Musial, jogador e empresário de beisebol estadunidense (n. 1920).
- 2015 — Robert Manzon, automobilista francês (n. 1917).
- 2016
  - Richard Levins, ecologista e geneticista estadunidense (n. 1930).
  - Ettore Scola, diretor e roteirista italiano (n. 1931).
  - Sheila Sim, atriz britânica (n. 1922).
- 2017
  - Guillaume Van Tongerloo, ciclista de pista belga (n. 1933).
  - Miguel Ferrer, ator estadunidense (n. 1955).
  - Loalwa Braz, cantora brasileira (n. 1953).
  - Teori Zavascki, jurista, acadêmico e magistrado brasileiro (n. 1948).
  - Carlos Alberto Fernandes Filgueiras, empresário brasileiro (n. 1947).
- 2018
  - Dorothy Malone, atriz estadunidense (n. 1925).
  - Olivia Cole, atriz estadunidense (n. 1942).
  - Célio de Oliveira Goulart, sacerdote católico brasileiro (n. 1944).
  - Allison Shearmur, produtora cinematográfica estadunidense (n. 1963).
- 2019
  - Nathan Glazer, sociólogo estadunidense (n. 1923).
  - Tony Mendez, oficial da CIA estadunidense (n. 1940).
  - Ted McKenna, baterista escocês (n. 1950).
  - Gert Frank, ciclista dinamarquês (n. 1956).
- 2020
  - Shin Kyuk-ho, empresário sul-coreano (n. 1921).
  - Jimmy Heath, músico estadunidense (n. 1926).
  - Antônio de Queiroz Galvão, empresário brasileiro (n. 1923).
  - Richard M. Dudley, matemático estadunidense (n. 1938).
- 2021
  - Lam Quang Thi, militar vietnamita (n. 1932).
  - Zague, futebolista brasileiro (n. 1934).
  - Gustavo Peña, futebolista mexicano (n. 1941).
  - Felipe Quispe, ativista indígena e político boliviano (n. 1943).
- 2022 — Gaspard Ulliel, ator francês (n. 1984).
- 2025
  - Léo Batista, jornalista brasileiro (n. 1932).
  - Marcia Lage, cenógrafa e carnavalesca brasileira (n. 1960).
  - Gleuber Vieira, ex-general do exército brasileiro (n. 1933).

## Feriados e eventos cíclicos

### Brasil

#### Municipais
- Aniversário do Município de Praia Grande, São Paulo.
- Aniversário do Município de Barreira, Ceará

### Cristianismo
- Anastácio de Antioquia
- Bassiano de Lodi
- Canuto da Dinamarca
- Henrique de Upsália
- Marcelo Spínola
- Marcos de Éfeso
- Teofania
- Vulstano de Worcester

## Outros calendários
- No calendário romano era o 14.º dia (XIV) antes das calendas de fevereiro.
- No calendário litúrgico tem a letra dominical E para o dia da semana.
- No calendário gregoriano a epacta do dia é xii.